# Battaglia di Mellrichstadt
La battaglia di Mellrichstadt fu combattuta il 7 agosto 1078 nella località di Grafenberg tra Mellrichstadt e Oberstreu in Bassa Franconia ai piedi del massiccio del Rhön.
Fu la prima battaglia campale della guerra fra l'imperatore e re di Germania Enrico IV e l'anti-re Rodolfo di Svevia nel contesto della Grande rivolta sassone.

## Antefatto
Nel mese di febbraio 1076 il papa Gregorio VII aveva scomunicato Enrico IV,  per cui la Dieta dei principi tedeschi  riuniti in ottobre a Trebur aveva deciso che Enrico IV doveva essere deposto qualora la scomunica non fosse stata ritirata entro un anno. Con l'andata a Canossa, avvenuta nel gennaio del 1077, Enrico IV ottenne che il papa annullasse la scomunica. Ma i suoi nemici nel mese di maggio elessero re il duca Rodolfo di Svevia che fu incoronato a Magonza dall'arcivescovo Siegfried I. Nel giugno successivo Enrico, cui si unirono pochi nobili rimasti a lui fedeli, fra i quali spiccò il conte Federico Staufer, si mise in marcia contro le forze di Rodolfo.

## Fasi della battaglia
Entrambi i contendenti cercarono di prendere l'iniziativa strategica, e lo scontro avvenne a Mellrichstadt, al confine fra Turingia e Franconia, quando Enrico cercò di impedire che le forze dei sassoni si riunissero all'esercito svevo di Rodolfo.
Le cavallerie di entrambi gli eserciti combatterono con grande coraggio, ma senza una guida, per cui lo scontro si frazionò in tante piccole scaramucce individuali generando una grande confusione. Nessuno dei due contendenti riuscì a ottenere una vittoria consistente e alla fine tutti e due i re si ritirarono dal campo di battaglia. Enrico si diresse verso Würzburg inseguito dal duca di Baviera Ottone di Northeim, mentre Rodolfo si ritirò in Sassonia.
Le perdite maggiori le subì Enrico che secondo il cronista Bertoldo di Reichenau perse circa cinquemila uomini, fra cui Diepoldo di Vohburg II, marchese del Nordgau, Enrico, conte di Lechsgemünd, Poppo I, conte di Henneberg e Eberardo il Barbuto. Tra gli uomini di Rodolfo le perdite furono inferiori,  fra questi l'arcivescovo di Magdeburgo Guarniero (Werner) di Steußlingen che fu ucciso dai contadini in rivolta mentre fuggiva. I vescovi Sigfrido I di Magonza e Adalberto II di Worms furono fatti prigionieri, mentre Guarniero (Werner) di Merseburgo fu derubato.
Alla battaglia partecipò Federico II di Goseck dalla parte di Rodolfo e durante essa quest'ultimo fu salvato da Magnus di Sassonia. In definitiva una certa supremazia fu ottenuta sul campo di battaglia dai cavalieri del conte Federico che combatteva per Rodolfo, che però fu vanificata dalla fuga dello stesso Rodolfo.

## Gli eventi successivi
Dopo la battaglia l'esercito di Enrico IV percorse tutta la Svevia di Rodolfo fino al 1º novembre 1078 saccheggiandola e distruggendo più di un centinaio di chiese e cimiteri.
Il 27 gennaio 1080 i due eserciti si scontrarono ancora nella battaglia di Flarchheim, ed infine il 15 ottobre 1080 nella battaglia di Elster. Ambedue gli scontri si risolsero a favore di Rodolfo che però a Elster fu ferito gravemente all'addome, ebbe una mano amputata e infine morì per le ferite.